# Machimus brevis
Machimus brevis là một loài ruồi trong họ Asilidae. Machimus brevis được Martin miêu tả năm 1975. Loài này phân bố ở vùng Tân nhiệt đới.